# جورج ر. كارتر
جورج ر. كارتر (بالإنجليزية: George R. Carter)‏ هو سياسي أمريكي، ولد في 28 ديسمبر 1866 في هونولولو في الولايات المتحدة، وتوفي بنفس المكان في 11 فبراير 1933. حزبياً، نشط في الحزب الجمهوري. وقد انتخب Governor of the Hawaii Territory ‏ (23 نوفمبر 1903 – 15 أغسطس 1907).